# Hercostomus metallicus
Hercostomus metallicus är en tvåvingeart som först beskrevs av Hermann Friedrich Stannius 1831.  Hercostomus metallicus ingår i släktet Hercostomus och familjen styltflugor. Inga underarter finns listade i Catalogue of Life.